# Miguel Blesa de la Parra
Miguel Blesa de la Parra (Linares, Jaén, 8 d'agost de 1947 – Villanueva del Rey, Còrdova, 19 de juliol de 2017) fou un funcionari i financer espanyol, president del consell d'administració de Caja Madrid entre 1996 i 2009. El 23 de febrer de 2017 va ser condemnat a sis anys de presó per un delicte continuat d'apropiació indeguda entre 2003 i 2012, en el cas de les targetes black.

## Biografia
Llicenciat en Dret per la Universitat de Granada, sent resident en el Col·legi Major Loyola de Granada.
Va començar treballant en el Cos d'Inspectors d'Hisenda, càrrec pel qual va treure l'oposició juntament amb el després president del Govern, José María Aznar. En els següents anys, va ocupar també diversos càrrecs tècnics en l'Administració Central: el 1979 la Secretaria del Gabinet Tècnic del Ministeri d'Hisenda, el 1981 Cap del Servei de Tributs de les Comunitats Autònomes, i el 1983 va ser nomenat Sotsdirector General d'Estudis i Coordinació del Ministeri d'Economia.
Després d'una dècada entre 1986 i 1996 exercint l'advocacia com a especialista en Dret Tributari, va entrar en 1996 al Consell d'Administració de Caja Madrid, així com del d'Antena 3 Televisió per la seva relació d'amic amb José María Aznar. Posteriorment, el 1996, va ser nomenat president del consell d'administració de Caja Madrid amb el suport dels consellers del Partit Popular, els d'Esquerra Unida i el de Comissions Obreres. Va ocupar la presidència del consell de Caja Madrid fins a 2009, exercint també la presidència de la Corporación Financiera, d'Altae Banc i de la Fundació Caja Madrid. També va ocupar diversos càrrecs en diversos Consells d'Administració, com Telemadrid, Grup Dragados, Endesa, així com el de president de la Fundació General de la Universitat Complutense i membre del patronat del Museu Thyssen.
Després del que es va considerar una lluita política pel control de Caja Madrid entre la presidenta de la Comunitat de Madrid, Esperanza Aguirre, i l'alcalde de Madrid, Alberto Ruiz-Gallardón, que recolzava la seva continuïtat, després de la intervenció de Mariano Rajoy va ser finalment substituït com a president de la caixa per Rodrigo Rato el 2010.

## Investigacions judicials
El 2013 es va iniciar una recerca judicial contra Blesa per possibles irregularitats durant la seva gestió a Caja Madrid, particularment la concessió de crèdits al Grup Marsans, la compra del City National Bank of Florida en 2008 i la venda d'accions preferents.
El 2014 es va obrir una altra recerca pel possible ús, entre 2003 i 2012, de targetes de crèdit empresarials opaques per a despeses personals per part dels consellers i directius de Caja Madrid, incloent a Blesa, que hauria gastat 436.700 euros.A l'octubre d'aquest any, se li va imposar una fiança de 16.000.000 d'euros després de declarar davant el jutge Andreu.
El 23 de febrer de 2017, va ser condemnat a sis anys de presó per la seva participació en aquest cas, en ser declarat culpable d'un delicte d'apropiació indeguda.

## Mort
El 19 de juliol de 2017 fou trobat mort amb un tret d'escopeta al pit en una finca on solia anar a caçar, Puerto del Toro, situada a Villanueva del Rey, Córdoba. Malgrat que inicialment es dubtà de la hipòtesi de suïcidi, el 20 de juliol de 2017 es va informar que la investigació per biòpsia concloïa que ell mateix s'havia disparat al pit amb un rifle de la seva propietat.

## Premis i reconeixements
- Medalla d'Or de la Reial Acadèmia de la Història.[11]
- Premi al Millor President d'Entitat Financera 2005, concedit per la revista econòmica Banca 15.